# 新聖書注解
『新聖書注解』（しんせいしょちゅうかい）は、1970年から1977年にかけていのちのことば社から出版された、福音派の総力をあげた聖書注解書の全7巻のシリーズ。新改訳聖書に基づいて書かれている。執筆者のほとんどは福音主義神学会の会員であった。この注解書の刊行は、福音主義神学会が福音派の神学的対話と神学的レベルアップに大きな役割を果たした。改訂版として1巻本の『実用聖書注解』が1995年に出版された。

## 執筆者

### 旧約第一巻
- 榊原康夫（モーセ五書、緒論）
- 舟喜信（創世記）
- 西満（出エジプト記）
- 富井悠夫（レビ記）
- 田辺滋（民数記）
- 後藤茂光（申命記）
- 榊原康夫（サムエル記）

### 旧約第二巻
- 鍋谷堯爾（ヨシュア記、士師記、ルツ記）
- 服部嘉明（列王記）
- 岩井清（歴代誌）
- 千代崎秀雄（エズラ記、ネヘミヤ記）
- 大山武俊（エステル記）

### 旧約第三巻
- 安田吉三郎（ヨブ記）
- 小林和夫（詩篇）
- 榊原康夫（詩篇）
- 尾山令仁（箴言）
- 本間正巳（伝道者の書、雅歌）
- 鍋谷堯爾（イザヤ書）

### 旧約第四巻
- 安田吉三郎（エレミヤ書、哀歌）
- 服部嘉明（エゼキエル書）
- 山口昇（ダニエル書）
- 鈴木昌（ホセア書、ヨエル書、アモス書、オバデヤ書、ヨナ書、ミカ書）
- 千代崎秀雄（ナホム書、ハバクク書、ゼパニヤ書、ハガイ書、ゼカリヤ書、マラキ書）

### 新約第一巻
- 増田誉雄（マタイの福音書）
- 山口昇（マルコの福音書）
- 榊原康夫（ルカの福音書）
- 村瀬俊夫（ヨハネの福音書）

### 新約第二巻
- 斎藤篤美（使徒の働き）
- 泉田昭（ローマ人への手紙）
- 宮村武夫（コリント人への手紙第一）
- 尾山令仁（コリント人への手紙第二）
- 村瀬俊夫（ガラテヤ人への手紙）
- 小畑進（エペソ人への手紙）

### 新約第三巻
- 尾山令仁（ピリピ人への手紙）
- 宇田進（コロサイ人への手紙）
- 宮村武夫（テサロニケ人への手紙第一、テサロニケ人への手紙第二）
- 中澤啓介（テモテへの手紙第一、テモテへの手紙第二、テトスへの手紙）
- 安田吉三郎（ヘブル人への手紙）
- 村瀬俊夫（公同の手紙）
- 中島守（ヤコブの手紙）
- 松木祐三（ペテロの手紙第一）
- 上沼昌雄（ペテロの手紙第二、ユダの手紙）
- 伊藤顕栄（ヨハネの手紙第一、ヨハネの手紙第二、ヨハネの手紙第三）
- 山口昇（ヨハネの黙示録）